# Mære
Mære — пятый студийный альбом австрийской пост-блэк-метал-группы Harakiri for the Sky, выпущенный 19 февраля 2021 года на лейбле AOP Records. Альбом длится почти полтора часа, что делает его самым длинным в дискографии группы. Песни «I, Pallbearer», «Sing for the Damage We’ve Done», «And Oceans Between Us», «I’m All About the Dusk» и «Song to Say Goodbye» были выпущены в качестве синглов. За этот альбом группа была номинирована на премию «Amadeus Austrian Music Award».

## История записи
В качестве приглашённых музыкантов в альбоме участвуют Neige и вокалист португальской блэк-метал-группы Gaerea. В составе Alcest Neige часто выступал на одной сцене с Harakiri for the Sky, где они и познакомились. Участники группы Маттиас «M.S.» Соллак и Михаэль «J.J.» В. Вантраум были «безумными фанатами» Alcest и Amesoeurs, поэтому они очень обрадовались, когда Neige признался, что ему нравится группа. Изначально они не были уверены, что Neige заинтересуется их предложением, но в какой-то момент написали ему, и он сразу же согласился. Планировалось, что во время тура с Alcest, перед концертом в Вене, он придёт к ним в студию, однако из этого ничего не вышло: Neige решил самостоятельно записать вокал в Париже. Из-за пандемии он не смог найти студию, поэтому всё было готово только к концу мая 2020 года. По этой причине выход альбома пришлось перенести с сентября на январь 2021 года. Позже музыканты решили, что было бы здорово пригласить ещё одного вокалиста. Они сразу подумали о вокалисте группы Gaerea, с которым M.S. познакомился, когда был в Португалии.
Первоначально в записи альбома должна была принять участие Одри Сильвейн, известная по работе с Amesoeurs, Alcest и NSBM-группой Peste Noire. Ранее она была активна в националистических кругах, но сказала музыкантам, что дистанцировалась от Peste Noire и «всего этого политического дерьма многолетней давности». J.J. и M.S. решили, что лучше дать ей второй шанс, но когда в начале сентября был опубликован треклист грядущего альбома, появилось много скриншотов, на которых она запечатлена в компании украинских националистов из военизированных формирований. Из-за этого музыкантам пришлось убрать её из альбома, потому что они «не работают с нацистами». Они сообщили ей об этом, но Одри «очень обиделась» и выложила в сеть скриншот сообщения, из которого складывалось впечатление, что они сделали это только ради денег. J.J. прокомментировал: «Мы просто написали: „Если бы мы выпустили альбом вместе с вами, у нас были бы проблемы с его продажей в некоторых магазинах“. Возможно, на английском это звучит немного иначе, чем я бы сформулировал это на немецком».
Альбом стал самым длинным в дискографии группы: он длится почти полтора часа. Mære записывался в студии Sweat Records при участии Маттиаса Амброса и Кристофа Грабнера. В качестве сессионного барабанщика выступил Керим «Krimh» Лехнер, играющий в греческой дэт-метал-группе Septicflesh. Оформлением альбома занимался Майке Хаккаарт, более известный под псевдонимом Maquenda. Сведение и мастеринг сделал Даниэль Феллнер.

## Продвижение
10 сентября 2020 года группа анонсировала выход нового студийного альбома и объявила название, треклист и дату выхода, а 9 октября представила первый сингл из альбома «I, Pallbearer». Клип на песню снял и смонтировал Андреас Борсоди.
12 ноября вышел второй сингл «Sing for the Damage We’ve Done» при участии Neige. J.J. объясняет: «Эта песня посвящена отчуждению — тому чувству, когда вы просто начинаете жить рядом и ненавидеть друг друга, что сопровождается постоянными обидами. Непонимание, почему другой человек больше не понимает тебя, и постоянный вопрос, почему всё всегда должно плачевно заканчиваться. Когда вы не можете жить друг с другом, но и друг без друга уже не можете…». Neige добавил: «Для меня большая честь, что меня пригласили исполнить партии вокала в песне „Sing for the Damage We’ve Done“. Мы дружим уже много лет, и для меня большое удовольствие быть маленькой частью их нового альбома!».
Третий сингл, «And Oceans Between Us», группа выпустила 10 декабря. J.J. комментирует: «Иногда в жизни встречаешь людей, которых считаешь своей половинкой. Тех, кто действительно может исцелить ту боль, которую причиняли вам раньше другие люди и отношения, но в конце концов вы снова понимаете, что они тоже разрушают вас, и их слова становятся для вас ядом».
Четвёртый сингл, «I’m All About the Dusk», вышел 21 января 2021 года. Группа также выпустила видео, на котором барабанщик Керим Лехнер играет песню в студии.
Выход альбома был запланирован на 29 января 2021 года, но из-за задержек, связанных с пандемией, релиз пришлось перенести. Чтобы сократить время ожидания, группа выпустила кавер на песню «Song to Say Goodbye» группы Placebo. «Мы выбрали песню „Song to Say Goodbye“ потому, что она сыграла для меня очень важную роль летом перед окончанием школы. Я переехал из родительского дома и начал новую главу в жизни. И вообще это было нелёгкое время. А Маттиас всё равно не смог выбрать трек, так как ему нравятся все песни из альбома Meds» — комментирует J.J.
Релиз Mære состоялся 19 февраля 2021 года на лейбле AOP Records.
18 марта того же года группа выпустила клип на песню «Us Against December Skies». Режиссёром клипа выступил Михаэль Винецки, также отвечавший за концепцию. Оливер Кёниг отвечал за операторскую работу и постпродакшн, а Владислав Евдокимов работал над спецэффектами.

## Отзывы критиков
| Оценки критиков    | Оценки критиков |
| Источник           | Оценка          |
| ------------------ | --------------- |
| metal.de           | [ 18 ]          |
| metal1.info        | [ 19 ]          |
| Metal Hammer (Ger) | [ 20 ]          |
| Metal Hammer (UK)  | [ 21 ]          |
| Metal Injection    | [ 22 ]          |
| Metal Storm        | [ 23 ]          |
| Punknews.org       | [ 24 ]          |
| powermetal.de      | [ 25 ]          |
| Rock Hard          | [ 26 ]          |

Альбом получил крайне положительные отзывы от музыкальных критиков. Анжела из metal.de пишет, что альбом «уверенно держится на плаву, зажигателен в своих мелодиях и катарсичен в своих вспышках гнева», но отметила, что он не сравнится с прошлым альбомом III: Trauma. Стефан Райкл из metal1.info пишет, что такой объёмный альбом, как Mære, обычно имеет хотя бы несколько слабых мест, но группа доказала, что качество и количество не обязательно должны исключать друг друга. Рецензент британского Metal Hammer Стивен Хилл, в свою очередь, заявил, что протяжённость альбома утомляет: «это мог бы быть фантастический альбом, но с учётом усталости слушателей, он стал просто очень хорошим альбомом». Макс Хейлман из Metal Injection, напротив, пишет, что от сочетания интенсивных криков J.J., зажигательных риффов M.S. и неумолимой перкуссии Лехнера действительно трудно устать. Рецензент Metal Storm пишет: «Mære — это ещё одна сильная демонстрация навыков написания песен, которыми обладают Harakiri For The Sky». Сэм Хоулден из Punknews.org описал альбом как приятный и мастерски сделанный атмосферный блэк-метал, но раскритиковал его за излишнюю продолжительность.
Mære занял 8 место в списке «50 лучших альбомов 2021 года» по версии портала metal.de. По мнению редакторов Metal Injection Mære занял 17 место в списке «20 лучших альбомов года». За этот альбом в 2022 году Harakiri for the Sky были номинированы на австрийскую музыкальную премию Amadeus Austrian Music Award в категории Hard & Heavy.

## Список композиций
| №                   | Название                                 | Длительность |
| ------------------- | ---------------------------------------- | ------------ |
| 1.                  | «I, Pallbearer»                          | 7:06         |
| 2.                  | «Sing for the Damage We’ve Done»         | 8:05         |
| 3.                  | «Us Against December Skies»              | 8:21         |
| 4.                  | «I’m All About the Dusk»                 | 11:09        |
| 5.                  | «Three Empty Words»                      | 9:28         |
| 6.                  | «Once upon a Winter»                     | 10:27        |
| 7.                  | «And Oceans Between Us»                  | 8:57         |
| 8.                  | «Silver Needle // Golden Dawn»           | 7:09         |
| 9.                  | «Time Is a Ghost»                        | 8:33         |
| 10.                 | «Song to Say Goodbye» (кавер на Placebo) | 5:25         |
| Общая длительность: | Общая длительность:                      | 1:24:40      |

## Участники записи
Harakiri for the Sky
- Маттиас «M.S.» Соллак — все инструменты
- Михаэль «J.J.» В. Вантраум — вокал

Приглашённые музыканты
- Керим «Krimh» Лехнер[англ.] — сессионные ударные
- Neige — вокал (трек 2)
- Voice of Gaerea — вокал (трек 8)

Технический персонал
- Маттиас Амброс — звукоинженер
- Кристоф Грабнер — звукоинженер